# Beschleunigungsventil
Das Beschleunigungsventil ist ein Bauelement moderner Druckluftbremsen bei Eisenbahnen. Es dient neben dem Schnellbremsbeschleuniger dazu, die Anlegezeit der Bremsen zu verkürzen.
Bei einem starken Druckabfall in der Hauptluftleitung (HLL) öffnet dieses Ventil gegen eine Federkraft und verbindet die Hauptluftleitung über ein Rückschlagventil mit der Bremszylinderkammer und erhöht dort unmittelbar den Bremsdruck.
Das Beschleunigungsventil nutzt die Druckdifferenz zwischen der Hauptluftleitung und dem niedrigeren benötigten Bremsdruck im Bremszylinder von 1,5 bar. So öffnet das Beschleunigungsventil bei einer Druckabsenkung in der Hauptluftleitung von 5 bar auf unter 3 bar und füllt den Bremszylinder, bis dieser gegen die schnell fallende Druckgradiente in der Hauptluftleitung einen gleichen Druck erreicht hat. Danach verhindert das Rückschlagventil eine sonst eintretende Absenkung des Bremszylinderdruckes. Das Beschleunigungsventil überlagert beschleunigend den normalen Druckkraftaufbau im Bremszylinder, den das Steuerventil steuert.